# Ramsbergs distrikt
Ramsbergs distrikt är ett distrikt i Lindesbergs kommun och Örebro län. Distriktet ligger omkring Ramsberg i västra Västmanland. En mindre del av distriktet (vid Malingsbo-Kloten) ligger i Dalarna.

## Tidigare administrativ tillhörighet
Distriktet inrättades 2016 och utgörs av Ramsbergs socken i Lindesbergs kommun.
Området motsvarar den omfattning Ramsbergs församling hade vid årsskiftet 1999/2000.

## Tätorter och småorter
I Ramsbergs distrikt finns två tätorter och två småorter.

### Tätorter
- Ramsberg
- Stråssa

### Småorter
- Löa (Östannor)
- Sundbotorp (del av)